# پروگرس (شهرستان کوگارچینسکی، باشقیرستان)
پروگرس (انگلیسی: Progress, Kugarchinsky District, Republic of Bashkortostan) یک شهرک در شهرستان کوگارچینسکی جمهوری باشقیرستان در کشور روسیه است.